# Elisabetta di Grecia
Principessa Elisabetta di Grecia e Danimarca (greco: Πριγκίπισσα Ελισάβετ της Ελλάδας και Δανίας; Tatoi, 24 maggio 1904 – Monaco di Baviera, 11 gennaio 1955) era la figlia del principe Nicola di Grecia e della granduchessa Elena Vladimirovna di Russia.

## Biografia

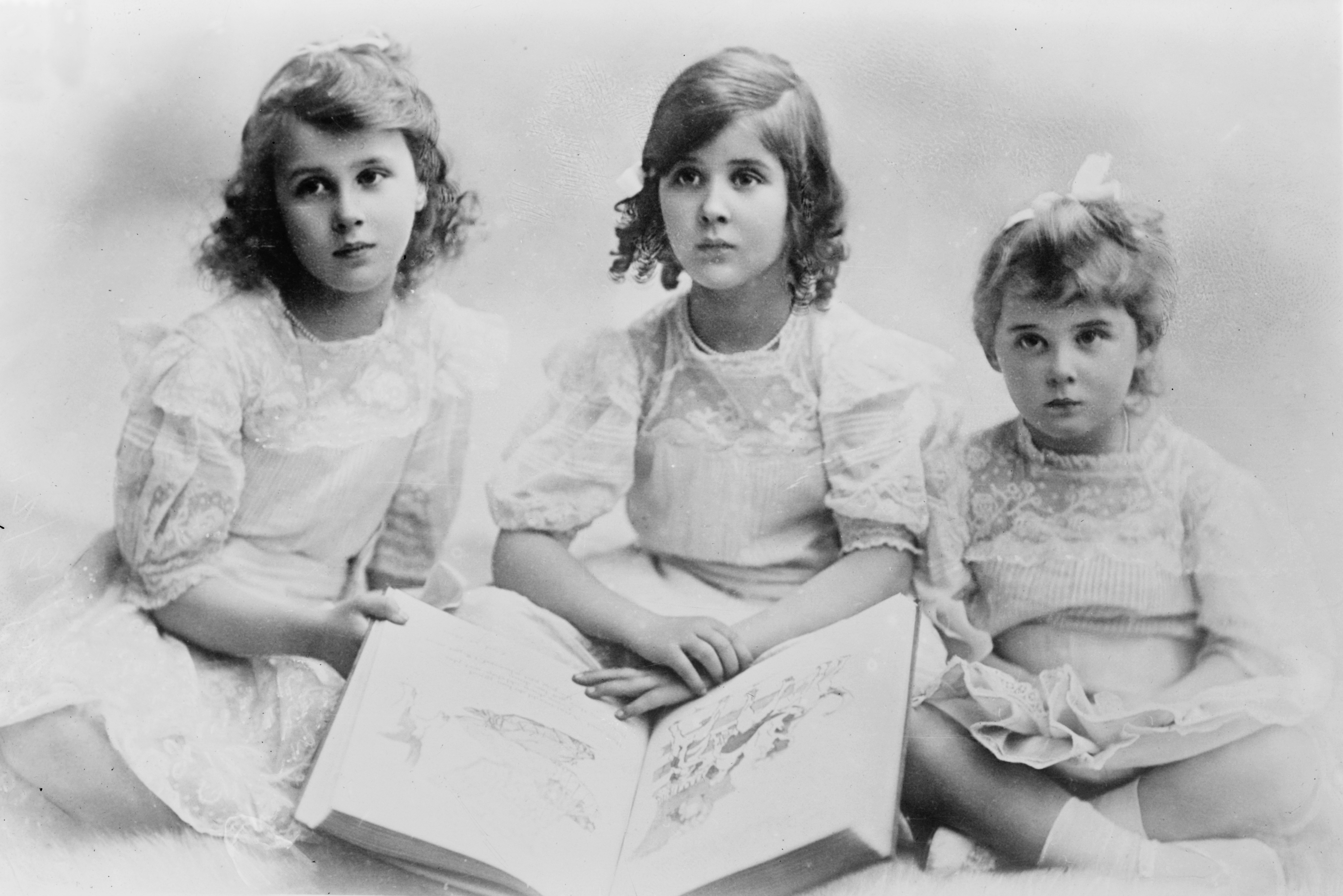
La Principessa Elisabetta (al centro), con le sue sorelle

### Infanzia
Elisabetta è nata il 24 maggio 1904 a Tatoi. Come le sue sorelle, Olga e Marina, Elisabetta era considerata una grande bellezza. In famiglia era soprannominata 'lanoso' perché i suoi capelli castano scuro erano più spessi e più difficili da gestire di quelli delle sue sorelle. La principessa Elisabetta, che era la più dolce e meno conosciuta delle tre bellissime sorelle, era una impavida cavallerizza e una pittrice di talento.

### Matrimonio e figli
Elisabetta sposò il conte Carlo Teodoro di Toerring-Jettenbach, che era conosciuto come "Toto". Sua madre era una sorella della Regina Elisabetta del Belgio e della Principessa Rupprecht di Baviera. Il Conte Toerring-Jettenbach aveva ricevuto il nome di suo nonno materno, il Duca Carlo Teodoro in Baviera. Elisabetta e Carlo Teodoro ebbero due figli:
- Conte Hans Veit Kaspar Nikolaus di Toerring-Jettenbach, nato il 11 gennaio 1935;
- Contessa Elena Elisabetta Marina di Toerring-Jettenbach, nata il 20 maggio 1937 a Winhöring, sposa civile a Monaco di Baviera 6 aprile 1956 e religiosamente il 10 aprile 1956 Ferdinando Carlo d'Austria (6 dicembre 1918 - 6 agosto 2004, figlio dell'arciduca Massimiliano Eugenio d'Asburgo-Lorena, fratello dell'imperatore Carlo I d'Austria), madre della socialite ben nota, stilista ed ex modella Sofia, principessa di Windisch-Grätz (moglie di Mariano Hugo di Windisch-Graetz).

Elisabetta morì di cancro l'11 gennaio 1955 a Monaco di Baviera.

## Albero genealogico
|                                |                         |                                               | Genitori                               |  |  | Nonni |  |  | Bisnonni                  |  |  | Trisnonni                                                      |  |
|                                |                         |                                               |                                        |  |  |       |  |  | Cristiano IX di Danimarca |  |  | Federico Guglielmo di Schleswig-Holstein-Sonderburg-Glücksburg |  |
|                                |                         |                                               |                                        |  |  |       |  |  | Cristiano IX di Danimarca |  |  | Federico Guglielmo di Schleswig-Holstein-Sonderburg-Glücksburg |  |
|                                |                         | Luisa Carolina d'Assia-Kassel                 |                                        |  |  |       |  |  | Cristiano IX di Danimarca |  |  |                                                                |  |
| Giorgio I di Grecia            |                         |                                               |                                        |  |  |       |  |  | Cristiano IX di Danimarca |  |  |                                                                |  |
|                                |                         | Luisa d'Assia-Kassel                          | Guglielmo d'Assia-Kassel               |  |  |       |  |  |                           |  |  |                                                                |  |
|                                |                         | Luisa d'Assia-Kassel                          | Guglielmo d'Assia-Kassel               |  |  |       |  |  |                           |  |  |                                                                |  |
|                                |                         | Luisa d'Assia-Kassel                          | Luisa Carlotta di Danimarca            |  |  |       |  |  |                           |  |  |                                                                |  |
| Nicola di Grecia               |                         | Luisa d'Assia-Kassel                          |                                        |  |  |       |  |  |                           |  |  |                                                                |  |
|                                |                         | Konstantin Nikolaevič Romanov                 | Nicola I di Russia                     |  |  |       |  |  |                           |  |  |                                                                |  |
|                                |                         | Konstantin Nikolaevič Romanov                 | Nicola I di Russia                     |  |  |       |  |  |                           |  |  |                                                                |  |
|                                |                         | Konstantin Nikolaevič Romanov                 | Aleksandra Fёdorovna                   |  |  |       |  |  |                           |  |  |                                                                |  |
| Ol'ga Konstantinovna Romanova  |                         | Konstantin Nikolaevič Romanov                 |                                        |  |  |       |  |  |                           |  |  |                                                                |  |
|                                |                         | Alessandra di Sassonia-Altenburg              | Giuseppe di Sassonia-Altenburg         |  |  |       |  |  |                           |  |  |                                                                |  |
|                                |                         | Alessandra di Sassonia-Altenburg              | Giuseppe di Sassonia-Altenburg         |  |  |       |  |  |                           |  |  |                                                                |  |
|                                |                         | Alessandra di Sassonia-Altenburg              | Amalia di Württemberg                  |  |  |       |  |  |                           |  |  |                                                                |  |
| Elisabetta di Grecia           |                         | Alessandra di Sassonia-Altenburg              |                                        |  |  |       |  |  |                           |  |  |                                                                |  |
|                                | Alessandro II di Russia | Nicola I di Russia                            |                                        |  |  |       |  |  |                           |  |  |                                                                |  |
|                                | Alessandro II di Russia | Nicola I di Russia                            |                                        |  |  |       |  |  |                           |  |  |                                                                |  |
|                                | Alessandro II di Russia | Aleksandra Fёdorovna                          |                                        |  |  |       |  |  |                           |  |  |                                                                |  |
| Vladimir Aleksandrovič Romanov | Alessandro II di Russia |                                               |                                        |  |  |       |  |  |                           |  |  |                                                                |  |
|                                |                         | Maria Aleksandrovna                           | Luigi II d'Assia                       |  |  |       |  |  |                           |  |  |                                                                |  |
|                                |                         | Maria Aleksandrovna                           | Luigi II d'Assia                       |  |  |       |  |  |                           |  |  |                                                                |  |
|                                |                         | Maria Aleksandrovna                           | Guglielmina di Baden                   |  |  |       |  |  |                           |  |  |                                                                |  |
| Elena Vladimirovna Romanova    |                         | Maria Aleksandrovna                           |                                        |  |  |       |  |  |                           |  |  |                                                                |  |
|                                |                         | Federico Francesco II di Meclemburgo-Schwerin | Paolo Federico di Meclemburgo-Schwerin |  |  |       |  |  |                           |  |  |                                                                |  |
|                                |                         | Federico Francesco II di Meclemburgo-Schwerin | Paolo Federico di Meclemburgo-Schwerin |  |  |       |  |  |                           |  |  |                                                                |  |
|                                |                         | Federico Francesco II di Meclemburgo-Schwerin | Alessandrina di Prussia                |  |  |       |  |  |                           |  |  |                                                                |  |
| Maria di Meclemburgo-Schwerin  |                         | Federico Francesco II di Meclemburgo-Schwerin |                                        |  |  |       |  |  |                           |  |  |                                                                |  |
|                                |                         | Augusta di Reuss-Köstritz                     | Enrico LXIII di Reuss-Köstritz         |  |  |       |  |  |                           |  |  |                                                                |  |
|                                |                         | Augusta di Reuss-Köstritz                     | Enrico LXIII di Reuss-Köstritz         |  |  |       |  |  |                           |  |  |                                                                |  |
|                                |                         | Augusta di Reuss-Köstritz                     | Eleonora di Stolberg-Wernigerode       |  |  |       |  |  |                           |  |  |                                                                |  |
|                                |                         | Augusta di Reuss-Köstritz                     |                                        |  |  |       |  |  |                           |  |  |                                                                |  |

## Titoli
- 24 maggio 1904 - 10 gennaio 1934: SAR la Principessa Elisabetta di Grecia e Danimarca.
- 10 gennaio 1934 - 11 gennaio 1955: SAR la Principessa Elisabetta di Grecia e Danimarca, contessa di Toerring-Jettenbach.